# 8758 Perdix
A 8758 Perdix (ideiglenes jelöléssel 6683 P-L) egy kisbolygó a Naprendszerben. Cornelis Johannes van Houten, Ingrid van Houten-Groeneveld és Tom Gehrels fedezte fel 1960. szeptember 24-én.